# WildGuard
WildGuard é um grupo de super-hérois da ImageComics.
Informativo sobre a série:
Todd Nauck lança nova minissérie de WildGuard
O artista e escritor Todd Nauck está lançando mais uma minissérie de sua famosa criação WildGuard. Depois de trabalhar durante anos em diversos super-heróis, principalmente na DC Comics na série Justiça Jovem, Nauck retorna às suas próprias criações com WildGuard: Insider, lançada pela Image Comics.
"Insider originalmente seria uma edição especial, que colecionaria todas as tiras que lancei na internet entre 2004 e 2006. Mas a medida que comecei a juntar material, decidi dividir o especial em três edições. Cada edição tem uma história principal focada em algum membro da WildGuard, uma coletânea de tiras e uma história do tipo ´o que eles estão fazendo hoje?´, focada em algum participante rejeitado da minissérie original WildGuard: Casting Call", explicou Nauck.
Insider #1 será focada em Red Rover e em seu encontro com um novo vilão.
Lily Hammer estrela a segunda edição, que mostra a personagem participando de um talk show noturno.
A número 3 mostra como Snapback decidiu participar do concurso para participar do WildGuard.
As histórias secundárias serão ilustradas pelos artistas convidados: Joey Mason, Ray-Anthony Height, Steven Sanchez, Justin Peterson, Tracie Mauk e Erik Reeves.
Enquanto tenta balancear o seu trabalho nas grandes editoras com suas criações, Nauck continua lançando histórias dos personagens que criou e que hoje possuem uma legião de fãs devotos. "Eu fiz WildGuard: Insider porque eu amo esses personagens, mas também porque os fãs pediram muito e nada me deixa mais satisfeito do que ouvir um fã me dizer que ele adora essas histórias e que mal pode esperar pelas próximas edições".
Para esses fãs, Nauck ainda revelou que existem outras histórias de WildGuard que ele gostaria de contar, e que atualmente ele está escrevendo outras duas minisséries. Planos existem para várias outras histórias, inclusive para a produção de mais tramas on-line, mas dessa vez na forma de uma história longa, serializada na internet.
Reality Show chega aos quadrinhos com WildGuard
Fonte: Press Release (9 de setembro de 2003)
Este mês, a Image Comics lança a minissérie em seis edições WildGuard: Casting Calls. Satirizando os programas de realidade, como Big Brother, Casa dos Artistas e outros, os leitores poderão votar em qual herói querem que faça parte da equipe. Do grande elenco de personagens, cinco formarão o grupo, sendo quatro escolhidos pelo criador Todd Nauck e um pelo público.
"Quando eu era criança, vivia no meu pequeno mundo, sonhando com super-heróis e aventuras espaciais. Me tornei fã de reality shows no início da década de 1990, com programas como The Real World, da MTV e Cops. Acho que esses programas são populares porque as pessoas farão quase qualquer coisa para aparecerem na televisão. Nós, os telespectadores, ficamos fascinados e nos entretemos com aqueles que vão lá para comer baço de cavalo ou se casar com estranhos. Não vemos isso todo dia", analisa o criador.
A equipe chamada WildGuard será formada por cinco super-heróis que têm suas vidas expostas 24 horas na televisão. A primeira edição começa com centenas de heróis participando da seleção, e a cada número o tema é aprofundado, até que em WildGuard # 6 serão revelados os integrantes.
Para votar, os leitores precisam ir ao site oficial da revista, ler o perfil de 46 heróis e votar naquele que querem que continue no título. Há também um fórum para os fãs discutirem a série ou fazerem campanha para um determinado personagem.
Todd Nauck é mais conhecido por trabalhar com personagens adolescentes, desenhando revistas como Justiça Jovem e Legião dos Super-Heróis. "WildGuard não terá ninguém com menos de 19 anos", garante. "Além disso, é a primeira vez que escreverei uma história, o que é emocionante e um incrível desafio".
"O bom de se criar uma série é que posso fazer o que quiser com os personagens, não preciso me preocupar com parâmetros estabelecidos por criadores antes de mim", afirma. "Um dos maiores desafios foi criar mais de 50 personagens e suas habilidades. Tive muita ajuda de colegas de trabalho, amigos pessoais, da família e de fãs. É bom ver todo esse trabalho duro dando resultado".
Nauck já começou a desenvolver o roteiro para uma segunda minissérie com os membros oficial da WildGuard. "Espero incluir a participação de leitores em futuras histórias também", avisa.
Links Relacionados: Image Comics http://www.wildguard.com/
Robert Kirkman se torna sócio corporativo da Image Comics (23 de julho de 2008)
Tori Amos lança blog para divulgar antologia (14 de julho de 2008)
Livro de Tim Sale é relançado com novidades (10 de junho de 2008)
McFarlane e Portacio desenham Spawn (9 de junho de 2008)
Image Comics lança revista com gângsteres famosos (6 de maio de 2008)